# Sanaa Seif
Sanaa Seif (arabisch سناء سيف, DMG Sanāʾ Saif; geboren 1993) ist eine ägyptische politische Aktivistin, die sich 2011 aktiv an der ägyptischen Revolution beteiligt hat. Sie studierte Sprache und Übersetzung an der Oktober-Universität bis zu ihrer Verhaftung im Jahr 2014. Im September 2015 wurde ihr, zusammen mit 100 anderen, eine Begnadigung durch den Präsidenten gewährt.

## Leben
Sanaa Seif ist eine politische Aktivistin und Studentin aus Ägypten. Seif gehört zu einer bekannten und sehr politisch aktiven Familie. Ihr Vater Ahmed Seif war bis zu seinem Tod im Jahr 2014 Aktivist und Menschenrechtsanwalt. Sanaa Seifs Mutter, Laila Soueif, ist Professorin an der Universität Kairo und politische Aktivistin für die akademische Freiheit in Ägypten. Ihre beiden älteren Geschwister sind auch in der Aktivistengemeinde bekannt. Ihr Bruder Alaa Abd El-Fattah wurde zu einer Ikone während der Aufstände von 2011, die das Mubarak-Regime stürzten. Ihre Schwester Mona Seif ist Genforscherin und politische Aktivistin, die für die Mitbegründung einer ägyptischen Bewegung gegen militärische Prozesse gegen Zivilisten verantwortlich ist.
Sanaa Seif begann ihren Aktivismus 2011 während des Höhepunkts der revolutionären Proteste in Ägypten. Ihre erste Erfahrung mit Protesten geschah, als sie sich in eine Bewegung einmischte, die an Khaled Said erinnerte. Ihr Aktivismus wuchs erst von dort aus und mit 17 Jahren gründete Sanaa, nachdem sie Proteste auf dem Tahrirplatz erlebt hatte, mit ein paar Freunden eine unabhängige Zeitung "al-gornal". Die unabhängige Zeitung, die sich mit Themen des arabischen Frühlings befasst, begann schnell populär zu werden; die Auflage stieg auf mehr als 30.000 Exemplare pro Ausgabe.
Seit ihrem ersten Engagement im Arabischen Frühling ist Sanaa Seif aktiv in Protestbewegungen und Menschenrechtsfragen. Ihr Bild ist zu einem Symbol für Revolutionäre geworden, die ihre politische und menschenrechtliche Arbeit respektieren und sie als revolutionären Geist betrachten.
Sanaa Seif studiert derzeit Sprachen und Übersetzung an der Universität vom 6. Oktober.

## Protest und Gefängniszeit
Am 21. Juni 2014 wurden 23 Männer und Frauen, darunter Sanaa Seif, vor dem Präsidentenpalast in Kairo wegen Protestes gegen das ägyptische Protestgesetz verhaftet. Die Demonstration sollte gegen die Anti-Demonstrationsgesetze der Regierung protestieren. In einem anschließenden Prozess verurteilte das Strafgericht Kairo die Demonstranten zu "zwei Jahren Haft und zwei weiteren Jahren Überwachung". Laut einem Artikel der Daily News Egypt "haben die 22 Angeklagten ihre Verurteilung zu drei Jahren Haft im Oktober wegen Verletzung des Protestrechts und der Anwendung von Gewalt mit dem Ziel, Bürger zu terrorisieren, angefochten". Zusätzlich zum Bruch der ägyptischen Anti-Demonstrationsgesetze wurden die Demonstranten angeklagt, Polizisten angegriffen und öffentliches Eigentum zerstört zu haben. Seit dem Zeitpunkt des Urteils haben viele internationale Organisationen, darunter die Afrikanische Kommission für Menschenrechte und Volksrechte, Amnesty International, die Human Rights Watch und die Ägyptische Initiative für Persönlichkeitsrechte, das Urteil verurteilt. Im Februar 2015 wurde keiner der prominenten Aktivisten aus der Bewegung begnadigt, trotz Gerüchten, dass am Jahrestag der Bewegung vom 25. Januar Begnadigungen ausgesprochen würden.
Im März 2021 verurteilte ein ägyptisches Gericht Sanaa Seif zu 18 Monaten Gefängnis und befand sie für schuldig, "falsche Nachrichten verbreitet" zu haben. Seif war im Juni 2021 festgenommen worden, als sie versuchte, eine Beschwerde über einen Misshandlung einzureichen. Die Staatsanwaltschaft beschuldigte sie später, unbegründete Behauptungen über den Umgang mit Covid-19-Ausbrüchen in ägyptischen Gefängnissen aufgestellt zu haben. Amnesty International kritisierte, sie sei "wegen falscher Anschuldigungen verurteilt worden, die nur auf ihre friedliche Kritik" zurückzuführen seien.

## Hungerstreik
Ab dem 4. September 2014 begannen Sanaa Seif und ihr Bruder Alaa Abd El-Fattah, der im November 2013 wegen Verletzung des Anti-Demonstrationsgesetzes und anderer Vorwürfe inhaftiert wurde, einen Hungerstreik aus ihren jeweiligen Gefängnissen, während der Rest der Familie zu Hause teilnahm. Damit reagierten die ägyptischen Behörden, die sich weigerten, Alaa Abd El-Fattah zu entlasten, um seinen sterbenden Vater, den prominenten humanitären Anwalt Ahmed Seif al-Islam, zu besuchen, sowie die Inhaftierung von Sanaa Seif. Sowohl Sanaa als auch Alaa beendeten ihren Hungerstreik am 19. November 2014, nachdem sie von ihrer Familie befürchteten, dass sie in Lebensgefahr wären. Es ist nicht das erste Mal, dass Sanaa Seif an einem Hungerstreik teilnimmt. Am 28. August 2014 wurde Sanaa mit mehreren anderen weiblichen Gefangenen in einen Hungerstreik versetzt, um gegen das Protest- und Versammlungsgesetz zu protestieren. Es ist bekannt, dass die Familie häufig in Teilhungerstreiks gerät.

## Image in der Populärkultur
Sanaa Seif ist durch ihre aktivistische Arbeit zu einem Symbol der Revolution geworden. In den Jahren seit 2011 ist Sanaa's Bild mehr zu einem Symbol für Revolutionäre auf dem Tahrirplatz geworden als ihre Verbindung zum Aktivismus ihrer Familie. Sie ist seit der Teilnahme an dem Protest als Reaktion auf die Prügel und den Tod von Khaled Said durch die ägyptische Polizei vor Ort sehr engagiert. Das Bild des Selbst wird von einigen als der Geist der Revolution gesehen, der zu künstlerischen Darstellungen ihrer Person führt, wie das Wandbild in Rom, Italien, vom Künstler Ammar Abo Bakr.

### Präsenz in sozialen Medien
Seit Seifs Verhaftung haben ihre Unterstützer sowohl eine Facebook-Seite als auch eine Website erstellt, die über ihre Haftstrafe informiert und ihre Freilassung fordert. Der Hashtag #FreeSanaa wurde verwendet, um das Bewusstsein für ihre Situation zu schärfen. Laut diesen Seiten haben Hunderte von Menschen sowohl #FreeSanaa als auch #NoProtestLaw benutzt, um Einheit mit ihrem Kampf zu zeigen.

### The Square(2013)
Sanaa Seif war aktiv an dem Dokumentarfilm The Square beteiligt denn sie war Redakteurin und Drehleiterin für den Film. Der Film beschreibt die Ereignisse der ägyptischen Revolution von 2011 bis 2013 aus der Perspektive junger Aktivisten. Der Film kritisiert insbesondere das ägyptische Militär. Der Film wurde auf dem Sundance Film Festival mit zahlreichen Preisen ausgezeichnet und erhielt die Auszeichnung als bester Spielfilm der International Documentary Association. Der Film war sogar der erste ägyptische Film, der für einen Oscar nominiert wurde. Während er im Ausland positive Kommentare erhielt, wurde seine Freigabe im Inland streng kontrolliert. Es wurde im Januar 2014 auf Netflix zur Verfügung gestellt, aber die erste Ausstellung in Ägypten fand erst im Juni 2014 ohne jegliche Promotion statt.